# Волонтерська платформа
volonter.org [Архівовано 18 лютого 2017 у Wayback Machine.] або волонтер.орг [Архівовано 18 лютого 2017 у Wayback Machine.] — платформа для пошуку волонтерської допомоги, яка була запущена в жовтні 2016 року в Україні громадською організацією "Центр сприяння волонтерському руху Волонтер.орг". Над створенням платформи працювала команда проекту «Герої АТО». Проект реалізується за фінансової підтримки Відділу преси, освіти та культури Посольства США в Україні. [Архівовано 18 лютого 2017 у Wayback Machine.]

## Історія створення
Ідея створення єдиної платформи, на якій люди зможуть шукати волонтерів для власних проектів, а волонтери будуть знаходити ініціативи, у яких вони зацікавлені, народилась в 2014 році, коли команда проекту працювала над створенням сайту «Герої АТО».
Наприкінці 2015 року команда знайшла підтримку в Посольства США в Україні. Завдяки Відділу преси та освіти ідею вдалось втілити у життя.
6 жовтня 2016 року в приміщенні Американського дому [Архівовано 7 червня 2019 у Wayback Machine.] активісти презентували платформу «Волонтер.орг».

## Як працює платформа volonter.org
Будь-який користувач платформи може знайти ідею, захід, акцію чи проект, де потрібні волонтери, і долучитись до нього. Також будь-яка організація може публікувати власні проекти, вантажити фото та відео, вибирати кавер-зображення для сторінки свого проекту.
При реєстрації ви вибираєте одну із трьох форм роботи на сайті: як волонтер, як громадський активіст чи як громадська організація.
Будь-хто може створювати події та заходи, також будь-хто може долучатись до проектів. На сайті існує можливість особистої переписки між користувачами.